# Robert Wilhelm Horn
Robert Wilhelm Horn,  Pseudonym F. R. Nord (* 1875 in Pulsnitz, Oberlausitz; † 15. Juli 1936 bei Ljubljana) war ein deutscher Schriftsteller.

## Leben
Er studierte Jura in Deutschland, dazu in England und Frankreich Geografie und Volkswirtschaft. Ab 1903 war Horn als Prospektor für englische Firmen tätig. In dieser Funktion bereiste er das südliche Russland, Zentralasien, die Kirgisensteppe und Sibirien, 1910 auch das nördliche Persien, 1912 die östliche Türkei. Während des Ersten Weltkrieges hielt er sich in Syrien, im Irak, in Kurdistan, Persien und Anatolien auf. 1919 kehrte er nach Deutschland zurück.
Nun begann er als Schriftsteller zu arbeiten und verfasste, meist unter dem Pseudonym F. R. Nord, auch als R. W. Horn insgesamt 13 Abenteuerromane, die alle in Asien spielen. Held der Handlung ist meist ein deutscher oder europäischer Ingenieur. In seinem Erstlingswerk Ker-Ali (1920) schließt sich ein Deutscher afghanischen Rebellen an und verliebt sich in eine exotische Schönheit. Ebenfalls 1920 erschien sein Roman Ssir-Anusch, der sich mit dem Völkermord an den Armeniern auseinandersetzt. In diesen Roman sind armenische Gedichte in der Übersetzung von Siegfried von Vegesack eingestreut.
Das Land ohne Lachen (1921) schildert das Schicksal einer russischen Spionin in Zentralasien, Der schwarze Kalpak (1925) spielt im Türkischen Befreiungskrieg, Nafusha (1927) beschäftigt sich mit einer jungen Haremsdame in Indien und Arabien. Die zeitgenössische Kritik lobte an Horns Romanen die farbige Darstellung und die Authentizität seiner Schilderungen. 
Horn verunglückte bei einem Flugzeugabsturz in der Nähe von Ljubljana tödlich. Nach dem Zweiten Weltkrieg wurden seine Romane nicht mehr gedruckt.